# Riesgo (electrónica)
En electrónica, un riesgo es una falla en un circuito lógico debido a un cambio en la entrada. La causa de los riesgos es el retraso en el tiempo de respuesta de los diferentes componentes del circuito. Cuando ciertos caminos dentro del circuito permiten una propagación más rápida de las señales que otros, es posible que aparezcan riesgos.
En general, los riesgos se manifiestan en el circuito como fallas azarosas o intermitentes. El tipo de falla en el circuito dependerá del tipo de señales usado, y quizá de la frecuencia con que cambian de estado.

## Riesgo Estático
Un riesgo estático sucede cuando la salida de un circuito lógico cambia momentáneamente cuando su valor final es igual a su valor antes del riesgo. La salida “trata” de seguir siendo igual, salta una vez, y luego vuelve. Un riesgo dinámico sucede cuando la salida de un circuito lógico cambia momentáneamente a su valor original cuando trata de cambiar a su valor final.
Existen dos tipos de riesgos estáticos: Un riesgo de bajada (O riesgo uno estático) es cuando la salida alta baja momentáneamente a cero, y luego sube de vuelta a uno. Un riesgo de subida (O riesgo cero estático) es cuando la salida baja sube momentáneamente a uno, y luego vuelve a cero. Los riesgos cero estáticos ocurren en la implementación de productos de sumas, pero no en las de sumas de productos. Los riesgos uno estáticos ocurren en la implementación de sumas de productos, pero no en las de productos de sumas

### Eliminación de Riesgos
La forma más simple de eliminar riesgos es por medio de un Mapa de Karnaugh. Los riesgos aparecen cuando una variable se mueve de un área encerrada del mapa a otra. Para resolver el riesgo, se añade un término redundante que sirva de puente entre las dos regiones. Otro método para eliminar riesgos es la re-sincronización de las señales de salida. Este método no resuelve el riesgo, pero impide que cause problemas en el circuito; generalmente se usa cuando el diseñador no sabe qué causa el riesgo, o cómo detenerlo. Resolver el problema por medio de un mapa de Karnaugh resulta típicamente en un circuito con mayor cantidad de dispositivos, mientras que la re-sincronización requiere de un Flip-flop adicional.
- Datos: Q753552